# Cordulecerus surinamensis
Cordulecerus surinamensis är en insektsart som först beskrevs av Johan Christian Fabricius 1798.  Cordulecerus surinamensis ingår i släktet Cordulecerus och familjen fjärilsländor. Inga underarter finns listade i Catalogue of Life.